# Nowojorska Biblioteka Publiczna

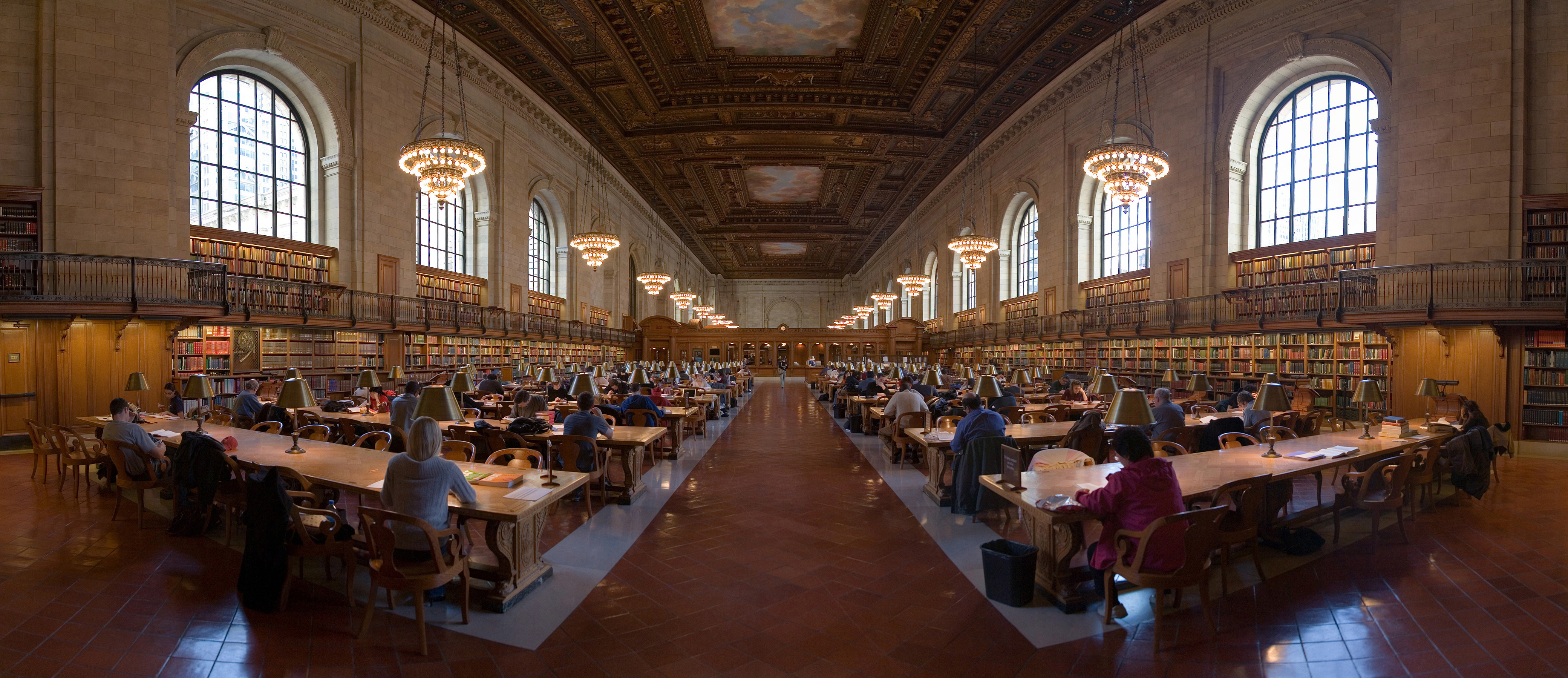
Główna czytelnia

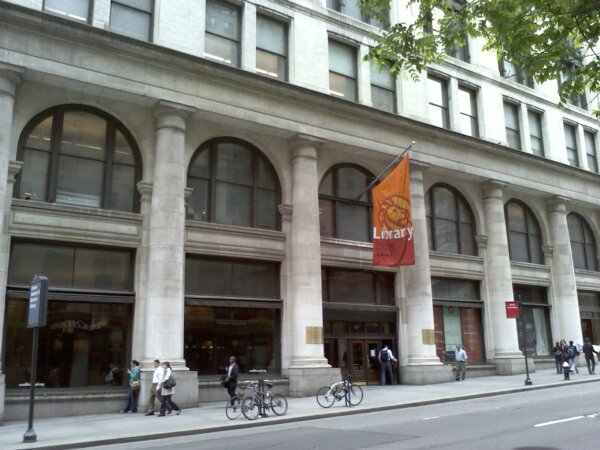
Biblioteka Nauki, Przemysłu i Biznesu (Science, Industry and Business Library) przy 188 Madison Avenue (34th St and Madison Ave)

Nowojorska Biblioteka Publiczna, NYPL (ang. The New York Public Library) – jedna z największych bibliotek publicznych na świecie i jedna z najważniejszych bibliotek naukowo-badawczych w Stanach Zjednoczonych. Unikalna struktura instytucji łączy ogromny system publicznych wypożyczalni i czytelni, z równie wielkim systemem zbiorów bibliotecznych służących do prowadzenia badań naukowych, niedostępnych do powszechnego wypożyczania. Cała korporacja funkcjonuje na zasadach non-profit i misji publicznej, zarządzana jest prywatnie, a finansowana z obu stron.

## Historia
Gubernator Samuel J. Tilden w swoim testamencie przekazał większość swojego majątku czyli około 2,4 miliona dolarów na „założenie i utrzymanie bezpłatnej biblioteki i czytelni w Nowym Jorku". Gdy zmarł w 1886 roku powstał fundusz Tilden Trust. jego prawnik John Bigelow zaproponował połączenie funduszu i dwóch istniejących już w Nowym Jorku Bibliotek, które miały kłopoty finansowe. Były to: Biblioteka Astora, która została otwarta  w 1849 z kolekcji przekazanej przez niemieckiego imigranta Johna Jacoba Astora i Biblioteka Lenoxa. założona przez Jamesa Lenoxa.
23 maja 1895 roku podpisano projekt połączenia bibliotek przygotowany przez Johna Bigelowa pomiędzy przedstawicielami tych dwóch bibliotek i funduszem Tilden Trust. Efektem umowy było powstanie Nowojorskiej Biblioteki Publicznej.  
W 1901 roku dzięki darowiźnie 5,2 miliona dolarów Andrew Carnegie’ego powstało 39 oddziałów na terenie  Bronxu, Manhattanu i Staten Island. Carnegi zaproponował środki na budowę bibliotek wysuwając żądanie, aby miasto przekazało teren pod ich budowę i sfinansowało utrzymanie i eksploatację.  
Historyk David McCullough nazwał Nowojorską Bibliotekę Publiczną jedną z pięciu najważniejszych bibliotek w Ameryce (obok Biblioteki Kongresu, Bostońskiej Biblioteki Publicznej oraz bibliotek Uniwersytetu Harvarda i Uniwersytetu Yale). 
Miasto Nowy Jork nie ma jednolitego systemu bibliotek publicznych dla wszystkich pięciu swoich dzielnic. Egzystują trzy oddzielne instytucje: Nowojorska Biblioteka Publiczna, Brooklyńska Biblioteka Publiczna i Biblioteka Publiczna Dzielnicy Queens. Największa jest ta pierwsza – posiada 92 oddziałów bibliotecznych w Bronksie, Manhattanie i Staten Island.
Na cały system NYPL składają się: 4 biblioteki naukowo-badawcze, których zbiorów nie można wypożyczać, 4 wypożyczalnie, biblioteka dla osób niepełnosprawnych i 88 mniejszych dzielnicowych oddziałów bibliotecznych.
Dostęp do całego systemu Nowojorskiej Biblioteki Publicznej jest powszechny i bezpłatny. Witryny internetowe NYPL zapewniają dostęp do kompleksowych katalogów zbiorów bibliotecznych, dostęp do zgromadzonych elektronicznych wersji setek czasopism i imponującej, stale rozszerzanej kolekcji grafik (starych zdjęć, pocztówek, map, reprodukcji).

## Budynek
Wstępny projekt przygotował pierwszy dyrektor biblioteki John Shaw Billings. Konkurs na projekt nowego budynku wygrała firma Carrère and Hastings, której właścicielami byli: John Mervin Carrère i Thomas S.Hastings.  
Ponieważ budowę zaplanowano w miejscu istniejącego zbiornika dwa lata trwała jego rozbiórka i przygotowanie terenu. Fundamenty wykonano w 1900 roku, a mury zaczęto w grudniu1901, roku.  Kamień węgielny został wmurowany 10 listopada 1902 roku Piwnice ukończono pod koniec 1903 roku, a pierwsze piętro w 1904 roku. Dach ukończono w grudniu 1906 roku, a prace wykończeniowe trwały 5 lat. Uroczyste otwarcie biblioteki nastąpiło 23 maja 1911 roku i wziął w nim udział  prezydent William Howard Taft oraz gubernator John Alden Dix i burmistrz William J. Gaynor. Koszt budowy wyniósł 9 milionów dolarów.  
Czytelnia znajduje się na najwyższym piętrze budynku. Ma prawie 16 metrów (52 stopy) metry wysokości i ogromne zakończone łukami okna. Pomieszczenie ma ponad 90 metrów długości (297 stóp) i 23 szerokości (78 stóp). Obok znajduje się pomieszczeni z katalogami. Na niższych piętrach umieszczono magazyny.   